# سرزمین جدید
سرزمین جدید (سوئدی: Nybyggarna) فیلمی سوئدی به کارگردانی یان تروئل است که در سال ۱۹۷۲ منتشر شد. از بازیگران آن می‌توان به ماکس فون سیدو، لیو اولمان، آلان ادوال، هانس آلفردسون، پیتر لیندگرین، اَگنتا پریتز و پر اسکارشون اشاره کرد.

## خلاصه فیلم
فیلم داستان زندگی خانواده‌ای مهاجر از سوئد در جنگل های مینه‌سوتا در میانه‌های قرن نوزدهم را به تصویر می‌کشد...